# Пакистан на летних Олимпийских играх 2016
Пакистан на летних Олимпийских играх 2016 года будет представлен как минимум пятью спортсменами в трёх видах спорта.

## Состав сборной
Дзюдо
1. Хуссейн Шах

 Плавание
1. Харис Банди
2. Лианна Сван

 Стрельба
1. Гулам Мустафа Башир
2. Минхаль Сохайль

## Результаты соревнований

### Водные виды спорта

#### Плавание
В следующий раунд на каждой дистанции проходят спортсмены, показавшие лучший результат, независимо от места, занятого в своём заплыве.
Мужчины
| Дистанция                 | Спортсмены  | Предварительный раунд | Предварительный раунд | Предварительный раунд | Полуфинал     | Полуфинал     | Полуфинал     | Финал                | Финал                |
| Дистанция                 | Спортсмены  | Заплыв                | Результат             | Место                 | Заплыв        | Результат     | Место         | Результат            | Место                |
| ------------------------- | ----------- | --------------------- | --------------------- | --------------------- | ------------- | ------------- | ------------- | -------------------- | -------------------- |
| 400 метров вольным стилем | Харис Банди | 1                     | 4:33.13               | 50                    | Не проводится | Не проводится | Не проводится | Завершил выступление | Завершил выступление |

Женщины
| Дистанция                | Спортсмены  | Предварительный раунд | Предварительный раунд | Предварительный раунд | Полуфинал | Полуфинал | Полуфинал | Финал     | Финал |
| Дистанция                | Спортсмены  | Заплыв                | Результат             | Место                 | Заплыв    | Результат | Место     | Результат | Место |
| ------------------------ | ----------- | --------------------- | --------------------- | --------------------- | --------- | --------- | --------- | --------- | ----- |
| 50 метров вольным стилем | Лианна Сван |                       |                       |                       |           |           |           |           |       |

### Дзюдо
Соревнования по дзюдо проводились по системе с выбыванием. В утешительные раунды попадали спортсмены, проигравшие полуфиналистам турнира. Два спортсмена, одержавших победу в утешительном раунде, в поединке за бронзу сражались с дзюдоистами, проигравшими в полуфинале.
Мужчины
| Категория | Спортсмены  | 1/32 финала        | 1/16 финала        | 1/8 финала         | Четвертьфинал      | Полуфинал          | Финал              | Место |
| Категория | Спортсмены  | Соперник Результат | Соперник Результат | Соперник Результат | Соперник Результат | Соперник Результат | Соперник Результат | Место |
| --------- | ----------- | ------------------ | ------------------ | ------------------ | ------------------ | ------------------ | ------------------ | ----- |
| до 100 кг | Хуссейн Шах |                    |                    |                    |                    |                    |                    |       |

### Стрельба
В январе 2013 года Международная федерация спортивной стрельбы приняла новые правила проведения соревнований на 2013—2016 года, которые, в частности, изменили порядок проведения финалов. Во многих дисциплинах спортсмены, прошедшие в финал, теперь начинают решающий раунд без очков, набранных в квалификации, а финал проходит по системе с выбыванием. Также в финалах после каждого раунда стрельбы из дальнейшей борьбы выбывает спортсмен с наименьшим количеством баллов. В скоростном пистолете решающие поединки проходят по системе попал-промах. В стендовой стрельбе добавился полуфинальный раунд, где определяются по два участника финального матча и поединка за третье место.
Мужчины
| Соревнование                       | Спортсмены          | Квалификация | Квалификация | Полуфинал     | Полуфинал     | Финал               | Финал |
| Соревнование                       | Спортсмены          | Результат    | Место        | Результат     | Место         | Соперник/ Результат | Место |
| ---------------------------------- | ------------------- | ------------ | ------------ | ------------- | ------------- | ------------------- | ----- |
| скорострельный пистолет, 25 метров | Гулам Мустафа Башир |              |              | Не проводится | Не проводится |                     |       |

Женщины
| Соревнование                       | Спортсмены      | Квалификация | Квалификация | Полуфинал     | Полуфинал     | Финал                 | Финал                 |
| Соревнование                       | Спортсмены      | Результат    | Место        | Результат     | Место         | Соперник/ Результат   | Место                 |
| ---------------------------------- | --------------- | ------------ | ------------ | ------------- | ------------- | --------------------- | --------------------- |
| пневматическая винтовка, 10 метров | Минхаль Сохайль | 413,2        | 28           | Не проводится | Не проводится | Завершила выступление | Завершила выступление |